# Nearcha nephocrossa
Nearcha nephocrossa là một loài bướm đêm trong họ Geometridae.